# Monaeses guineensis
Monaeses guineensis là một loài nhện trong họ Thomisidae.
Loài này thuộc chi Monaeses. Monaeses guineensis được miêu tả năm 1942 bởi Millot.